# 馬場目岳
馬場目岳（ばばめだけ）は、秋田県南秋田郡五城目町と秋田県秋田市の境界にある標高1,037mの山である。

## 地理
馬場目岳は太平山地の西端に位置している。隣接する太平山と馬蹄形の山塊をなしており、穏やかな山頂を形どって日本海側に立ちはだかっている。その懐中には国が指定した仁別国民の森があり、太平山とともに県立自然公園に指定されている。
山頂脇のくぼ地には馬の守護神である相染神の石祠があり、かつてこの山が馬の守護神として信仰を集めていたことがしのばれる。

## 登山
馬場目岳への登山道は４つのコースがある。最もよく利用されているのが、旭又登山口からのコースである。仁別国民の森を過ぎてから、旭又に移動すると、そこには駐車場、トイレ、案内板がある旭又登山口があり、太平山や赤倉山への共通の登山口となっている。登山口から約1時間50分程度で赤倉山への縦走路との分岐点につく。そこから約40分で馬場目岳山頂である。
このほか、銀ノ沢コースや大倉又沢コース、太平山から馬蹄形の山塊を縦走する縦走コースなどがある。
山頂には標柱と三等三角点があり、360度の眺望が可能である。山頂には平成17年に改築された避難小屋がある。

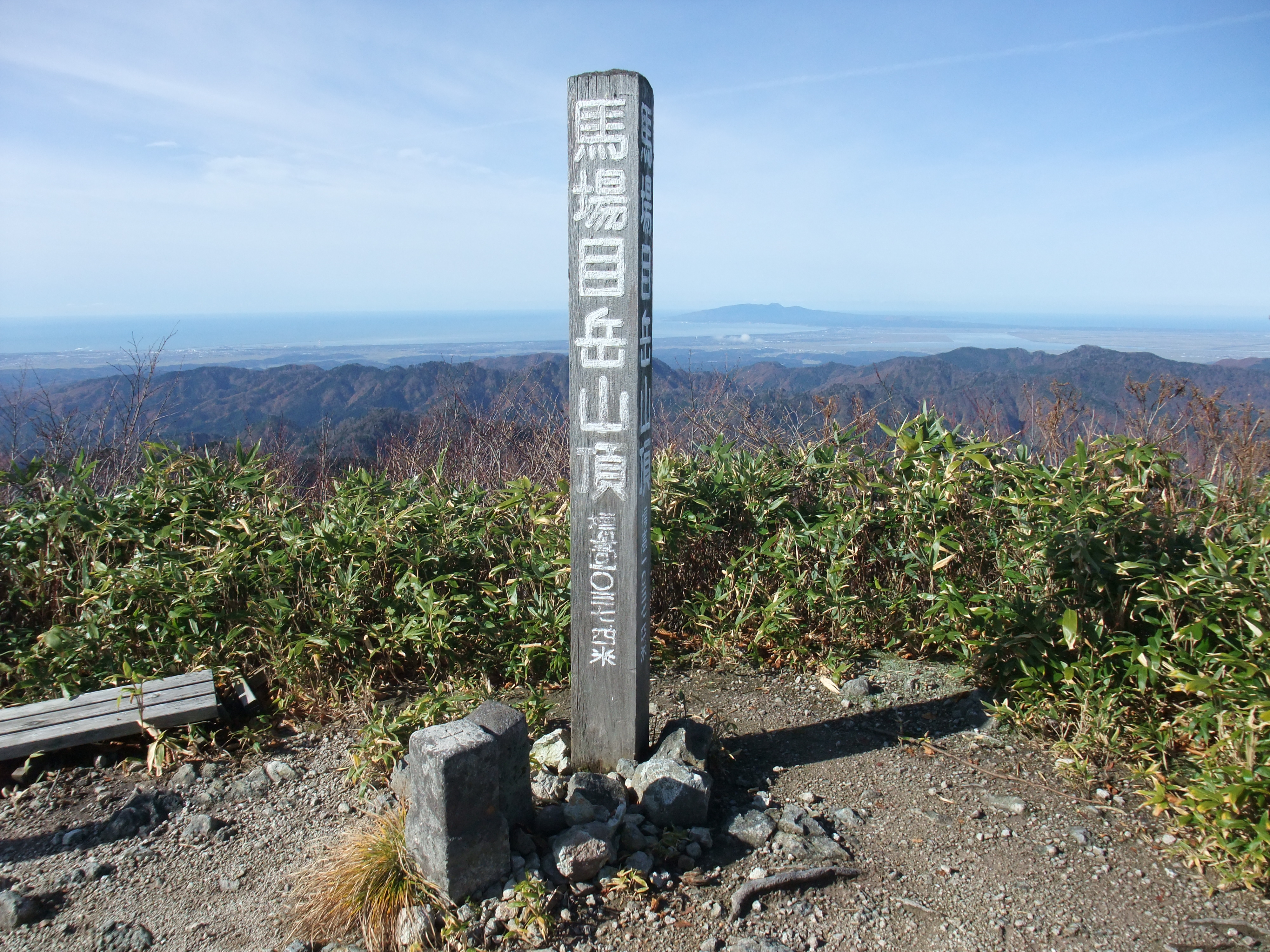
馬場目岳山頂